# ジュール＝ウジェーヌ・ルヌヴー
ジュール・ウジェーヌ・ルヌヴー（Jules Eugène Lenepveu, 1819年12月12日 - 1898年10月16日）は、フランスの画家。歴史画や宗教画を得意とした。

## 略歴
。アンジェの美術学校でジャン・ミシェル・メルシエ(Jean-Michel Mercier)に、その後パリでパリ国立高等美術学校エコール・デ・ボザールに入学し、フランソワ＝エドゥアール・ピコに師事した。ローマ大賞を受賞してローマに留学し、学業を終えた。

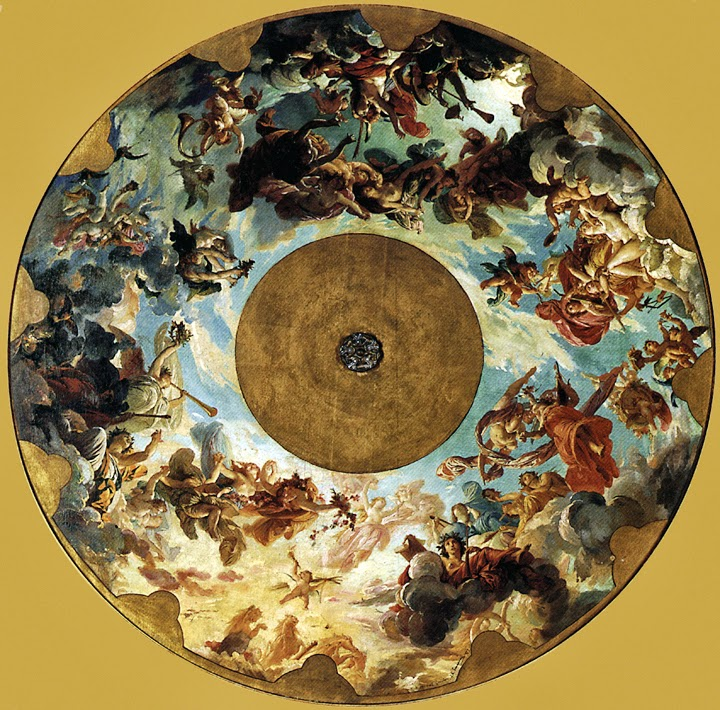
オルセー美術館にあるオペラ座天井画の模写

巨大なカンバスに描かれた歴史的風景で名を揚げ、とりわけパリ・オペラ座の天井画（1869年～1871年。マルク・シャガールが作品で摸倣した）や、アンジェの劇場の天井画が名高い。1873年から1878年まで在ローマ・フランス・アカデミーの校長に就任した。没後2年めの1900年、プティ・パレ美術館の中庭にルヌヴーの記念碑が設置され、アンジェの歩行者専用街路にルヌヴーの名がつけられた。
1862年にレジオンドヌール勲章（シュヴァリエ）を受勲し、1876年にレジオンドヌール勲章（オフィシエ）を受勲した。

## 主要作品
- カタコンベの殉教者たち （1855年） オルセー美術館蔵（油彩画）
- ムーサたち （1872年） Musée d'Orsay, ceiling painting,
- ジャンヌ・ダルク （1886年～1890年） パンテオン、パリ
- 武装するジャンヌ・ダルク （1886年～1890年） パンテオン、パリ
- ランスでシャルル7世の戴冠式に現れたジャンヌ・ダルク （1886年～1890年） Panthéon de Paris
- ルーアンで火刑に処されるジャンヌ・ダルク （1886年～1890年） パンテオン、パリ

- ジャンヌ・ダルクの伝説（「声」を聞くジャンヌ・ダルク）
- ジャンヌ・ダルクの伝説（武装したオルレアンのジャンヌ・ダルク）
- ジャンヌ・ダルクの伝説（シャルル7世の戴冠式にて）
- ジャンヌ・ダルクの伝説（ジャンヌ・ダルクの処刑）